# Skate 3
Skate 3 é o terceiro título na série de jogos eletrônicos Skate, desenvolvido pela EA Black Box e publicado pela Electronic Arts. Foi lançado em 11 de maio de 2010, e é a sequência do jogo de 2009 Skate 2.

## Jogabilidade
O jogo se passa na cidade fictícia de Port Carverton, que aceita o skate, diferente da mentalidade de que "skatistas não são criminosos" presente no segundo jogo. Apesar de a cidade ser mais colorida e amigável do que a de Skate 2, que apresenta cores pouco saturadas e ruas acinzentadas, a jogabilidade continua semelhante à dos dois primeiros jogos. Port Carverton é formada por três distritos: Centro, a Universidade e Industrial.
Vários skatistas profissionais notáveis aparecem durante o jogo, como Darren Navarette, Terry Kennedy, Eric Koston, Chris Cole, Pat Duffy e Jason Lee.
Em contraste com o jogo original Skate, dois novos níveis de dificuldade foram adicionados: "Fácil" e "Hardcore". O modo "Fácil" permite ao jogador executar manobras com mais facilidade e proporciona maior controle do personagem. O modo "Hardcore" tenta fornecer uma jogabilidade mais realista do skate e o jogador precisa executar manobras com precisão. O jogo também conta com uma "Escola de Skate" introdutória, onde o treinador Frank (Jason Lee) ensina ao jogador o básico sobre skate, como fazer grinds e realizar ollies. Essa novidade é opcional e a área também pode ser visitada no modo livre.
Similar à franquia de jogos Tony Hawk's, Skate conta com um "Skatepark" que permite ao jogador criar seu próprio skatepark.
A EA introduziu três novos modos online: "1-Up", "Domination" e "Own The Lot". Em "1-Up", jogadores competem em turnos para ultrapassar a pontuação do outro em um tempo determinado. Em "Domination", times competem para ganhar mais pontos em lugares específicos de uma área com um limite de tempo. Em "Own The Lot", os times competem para tentar ser o primeiro a completar um número de manobras específicas em determinada área.

## Trilha sonora
A trilha sonora, que foi revelada no website oficial da franquia Skate em 19 de março de 2010, contém 48 faixas licenciadas.
De acordo com o website de Mutato Muzika, Mark Mothersbaugh, da banda Devo, e Del the Funky Homosapien estavam envolvidos com a trilha sonora de Skate 3. O jogo também apresenta músicas do compositor Dan Diaz, que continua seu trabalho com a franquia depois de compor para Skate 2 e Skate It. Uma música notável é "I'm Comin' Home" da banda Cheeseburger, que é tocada na cena de abertura do jogo.
| 3 Inches of Blood - Battles and Brotherhood Agent Orange - Bloodstains Animal Collective - Summertime Clothes Beastie Boys - Lee Majors Come Again Benjy Ferree - Come to Me, Coming to Me Bim Sherman - Lover's Leap Canned Heat - Going Up The Country Chad VanGaalen - Bare Feet On Wet Griptape Cheeseburger - Comin' Home Clinic - The Witch (Made to Measure) Dead Moon - Diamonds In The Rough Del the Funky Homosapien - Young Dre Dinosaur Jr. - Almost Ready Dr. John - Right Place, Wrong Time Dream Evil - Immortal Hangar 18 - Feet To Feet Japanther - The Gravy Johnny Thunders & The Heartbreakers - Born To Lose Joy Division - Disorder Junior Murvin - Cool Out Son Kinski - Punching Goodbye Out Front Love City - The Other Side Mazarin - For Energy Infinite | Mobb Deep - Put 'Em In Their Place Mudhoney - I'm Now Neil Diamond - Cracklin' Rosie Nihilist - Metal And Mayhem No Age - Sleeper Hold Ol Dirty Bastard - Shimmy Shimmy Ya Pixies - Debaser Q Lazzarus - Goodbye Horses Rob Sonic - Brand New Vandals Silversun Pickups - Lazy Eye Sorcerers - Drunk Skate Session Steel Panther - Eyes Of A Panther The Demonics - 750-Four The Girls - Where Wolves Drink The Goat - Tantalizing The Greenhornes - Good Times The Mighty Underdogs feat. MF Doom - Gunfight The Misfits - London Dungeon The Perceptionists - Party Hard The Thermals - Pillar Of Salt Them Crooked Vultures - Dead End Friends Tommy McCook & The Supersonics - Psychedelic Reggae White Rose Movement - Cigarette Machine Young Jeezy feat. Kanye West - Put On |

## Desenvolvimento
No diário de desenvolvedor, foi revelado que personagens como Joey Brezinski, Dan Drehobl, Benny Fairfax, Josh Kalis, Lizard King, Andrew Reynolds, Chris Haslam, Terry Kennedy, Chris Cole, Jason Dill e Rob Dyrdek estariam presentes no jogo. Novas manobras foram introduzidas, como o darkslide e o underflip. A Black Box anunciou que iria trazer de volta o modo "Party Play", presente nos jogos Skate e Skate 2.

## Recepção
Skate 3 foi recebido com análises, em geral, favoráveis, com um 7.5 da GameSpot. O site 1UP.com também deu ao jogo uma nota favorável, avaliando-o com um A, elogiando o tutorial e dizendo que "As novas técnicas de treinamento [...] garantem que este tutorial seja mais do que apenas um exercício de tentativa e erro." A IGN também deu ao jogo uma análise positiva, com uma nota 8.0, mas expressou preocupações sobre o lançamento anual da franquia, afirmando que há poucas características que Skate 3 "pode chamar de próprias".

## Demo
A versão de demonstração de Skate 3 foi lançada em 15 de abril de 2010. Ela contém alguns tutoriais de Skate.School, uma introdução do "Hall of Meat", duas áreas de Carverton e diversos desafios, e alguns deles podem ser jogados online em modo time contra time ou cooperativo. É a primeira demo de um jogo de skate lançada com modo online. Há um limite de 20 minutos na demo, e depois desse tempo o progresso é resetado. O jogador deve, então, recomeçar ou sair.